# Bombardier Challenger 600
Bombardier Challenger 600 är en familj av affärsjetplan designade av Bill Lear och producerade först av Canadair, tills det köptes upp av Bombardier Aerospace under 1986, och sedan av Bombardier.

## Historia
Flygplanet var en självständig utformning av Bill Lear 1976, som hade avgått som ordförande för Learjet sju år tidigare. Modellen hette från början LearStar 600, Lear sålde dock ensamrätten att producera och utveckla modellen till Canadair som döpte om den till CL-600 Challenger.
Flygplanet liknande Lears tidigare konstruktioner, dock hade ett antal förändringar gjorts som präglade det nya flygplanetet, bland annat användningen av en breddad flygkropp som möjliggjorde för att kunna gå runt i kabinen, något som då inte var möjligt i något annat affärsflygplan på marknaden.
Den 8 november 1978 lyfte prototypen av flygplanet för första gången i Montréal, Kanada. Den andra och tredje prototypen flög 1979. En provflygning i Mojaveöknen den 3 april 1980 resulterade i katastrof, flygplanet havererade på grund av en kraftig stall och dödade en av de tre testpiloterna.
Trots haveriet certifierade både Transport Canada och Federal Aviation Administration i USA flygplanet 1980, om än med begränsningar för piloter, inklusive en begränsad maximal startvikt. Ett program för att minska flygplanets vikt genomfördes då för att förbättra flygplanets räckvidd.

## Varianter

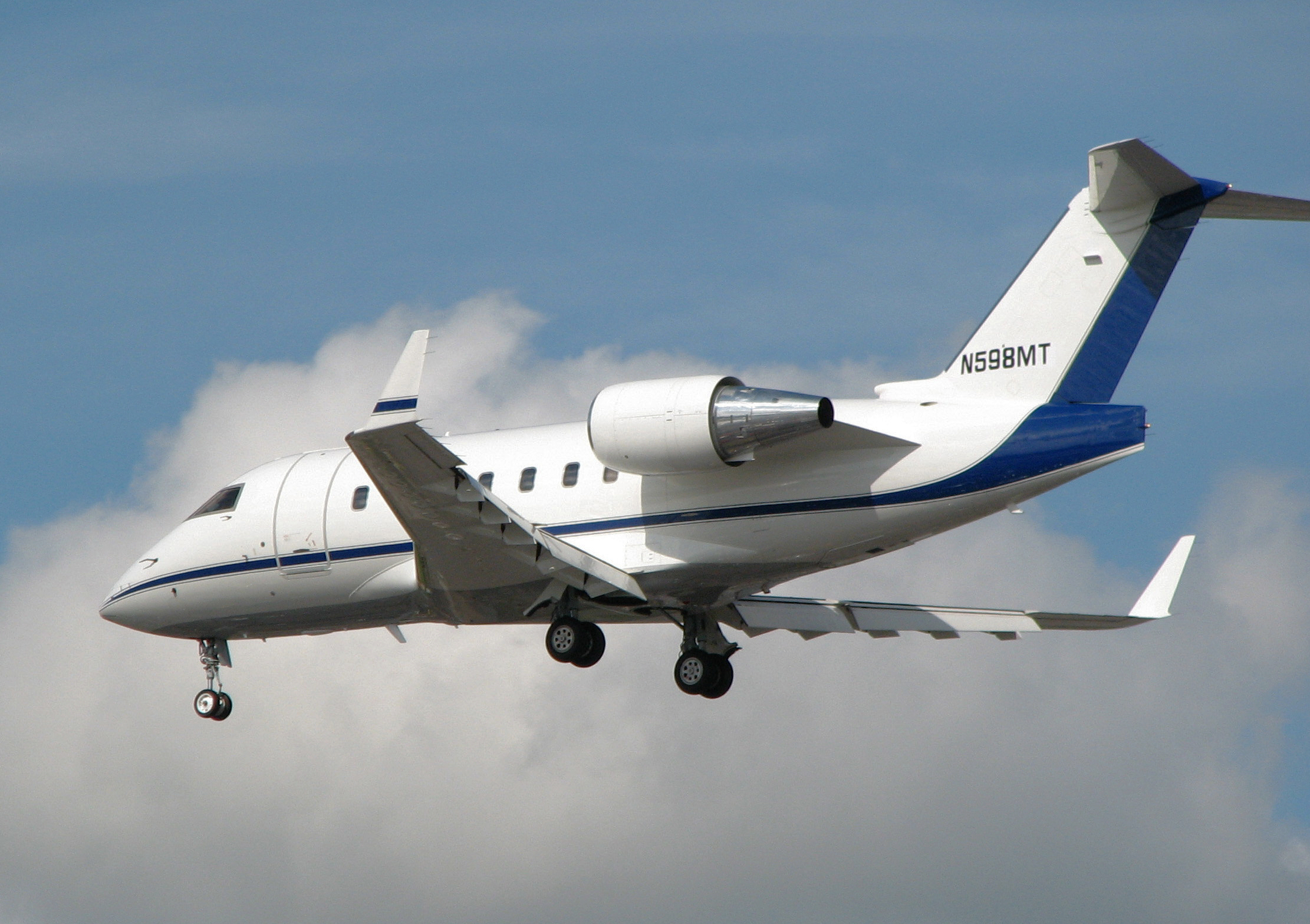
Bombardier CL-604

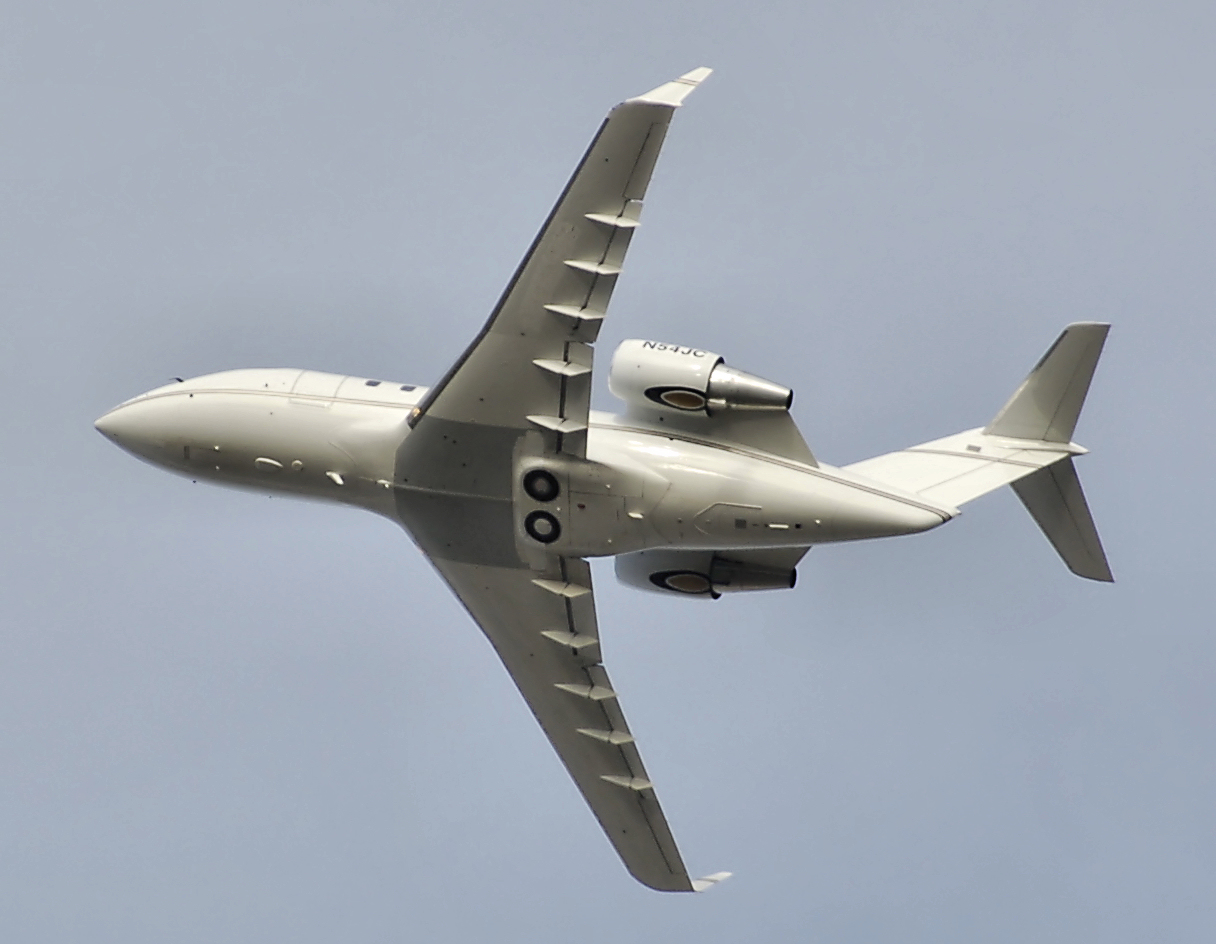
En Bombardier Challenger 601 lyfter från London-Heathrow flygplats

### CL-600
- CL-600 - ursprungliga produktionsversionen som drevs av två Avco Lycoming ALF 502L jetmotorer med 33,6 kN dragkraft vardera. Byggd fram till 1983 (83 byggda)
  - CL-600S - 76 CL-600 eftermonteras med winglets som introduceras på CL-601-1A. 12 flygplan köptes av Kanadas flygvapen, kallade CC-144, CE-144 och CX-144.

### CL-601
- CL-601-1A - uppdaterad version med winglets för att minska luftmotståndet och kraftigare General Electric CF-34-motorer. (66 byggda, inklusive 4 CL-144 / CC-144B för Kanadas flygvapen)[3]
  - CL-601-1A/ER - 601-1A eftermonteras med en extra bränsletank
- CL-601-3A - uppdaterad motor och glascockpit. Detta var den första versionen som marknadsfördes av Bombardier.
  - CL-601-3A/ER - 601-3A med längre räckvidd, bland annat med hjälp av en extra bränsletank
- CL-601-3R - extratanken som tidigare eftermonterades blev standard och andra motorer monterades för att matcha de som användes på CRJ.

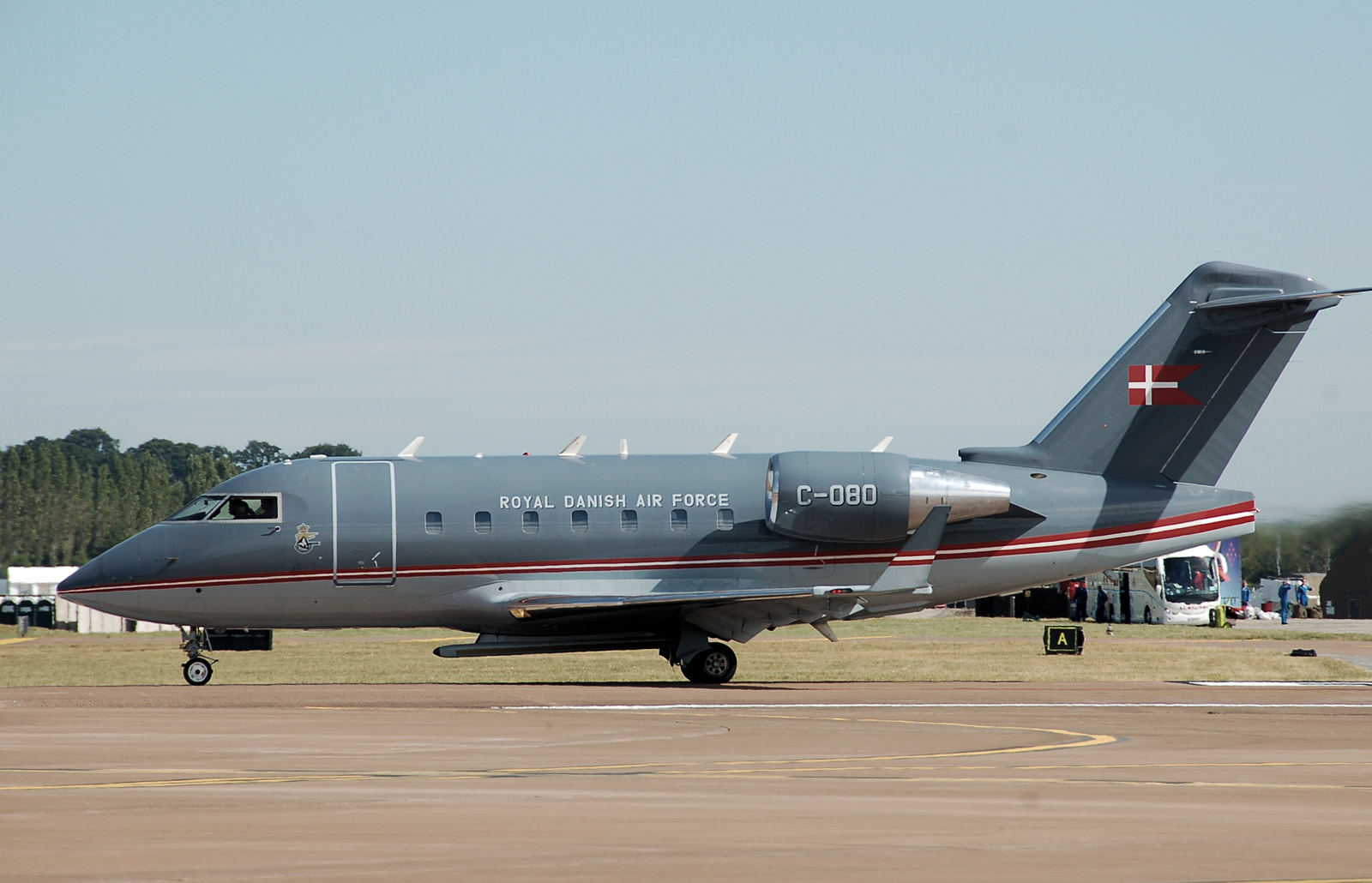
CL-604 från Danmarks flygvapen på Royal International Air Tattoo 2010

### CL-604
- CL-604 - större uppgradering av 601-modellen som omfattar mer kraftfulla motorer, större bränsletankar inklusive sadeltankar i den bakre delen av flygplanet, nytt landningsställ som tål en högre start- och landningsvikt, strukturella förbättringar i vingar och svans, och ett nytt Collins ProLine 4 avioniksystem. C-143A är benämningen på ett enda Challenger 604-flygplan som köptes av USA:s kustbevakning i december 2005 som deras nya Medium Range Command and Control-flygplan (MRC2A).[4]
  - CL-604 Multi-Mission Aircraft - militariserad version i dansk tjänst.[5] Flygplanet utför maritima patrull- och sjöräddningsuppdrag[5] med möjlighet att landa på korta och grova gruslandningsbanor.[6]

### CL-605
- CL-605 - infördes i början av 2006 som en avionik- och strukturell uppgradering av 604-modellen. Strukturella förbättringar innebar bland annat större kabinfönster. Cockpitinstrumenteringen uppdaterades med Collins Proline 21 avionik och "Electronic Flight Bag"-kapacitet.

### CL-610
- CL-610 Challenger E skulle ha varit en förlängd version för att användas som ett fraktflygplan av Federal Express, alternativt som ett passagerarflygplan med plats för 24 passagerare.[7] Federal Express beställde 25 CL-610, men dessa order annulleras efter avregleringen av flygfrakt i USA under 1977.[8] Utvecklingen stoppades av Canadair under 1981 utan att ha byggts.

## Användare

### Militära användare
Argentina
- Argentinas flygvapen

 Australien
- Australiska flygvapnet

 Kanada

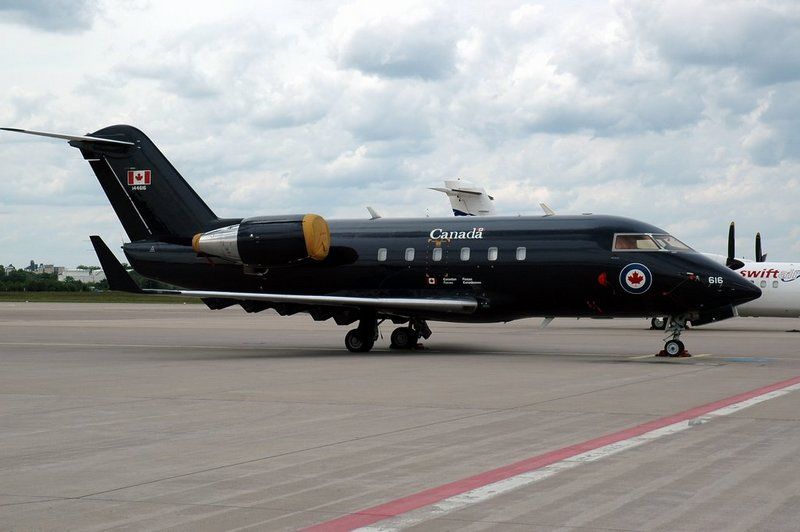
Challenger 601 används som transportmedel för Kanadas kungafamilj, generalguvernör och premiärminister med beteckningen CC-144 Challenger.

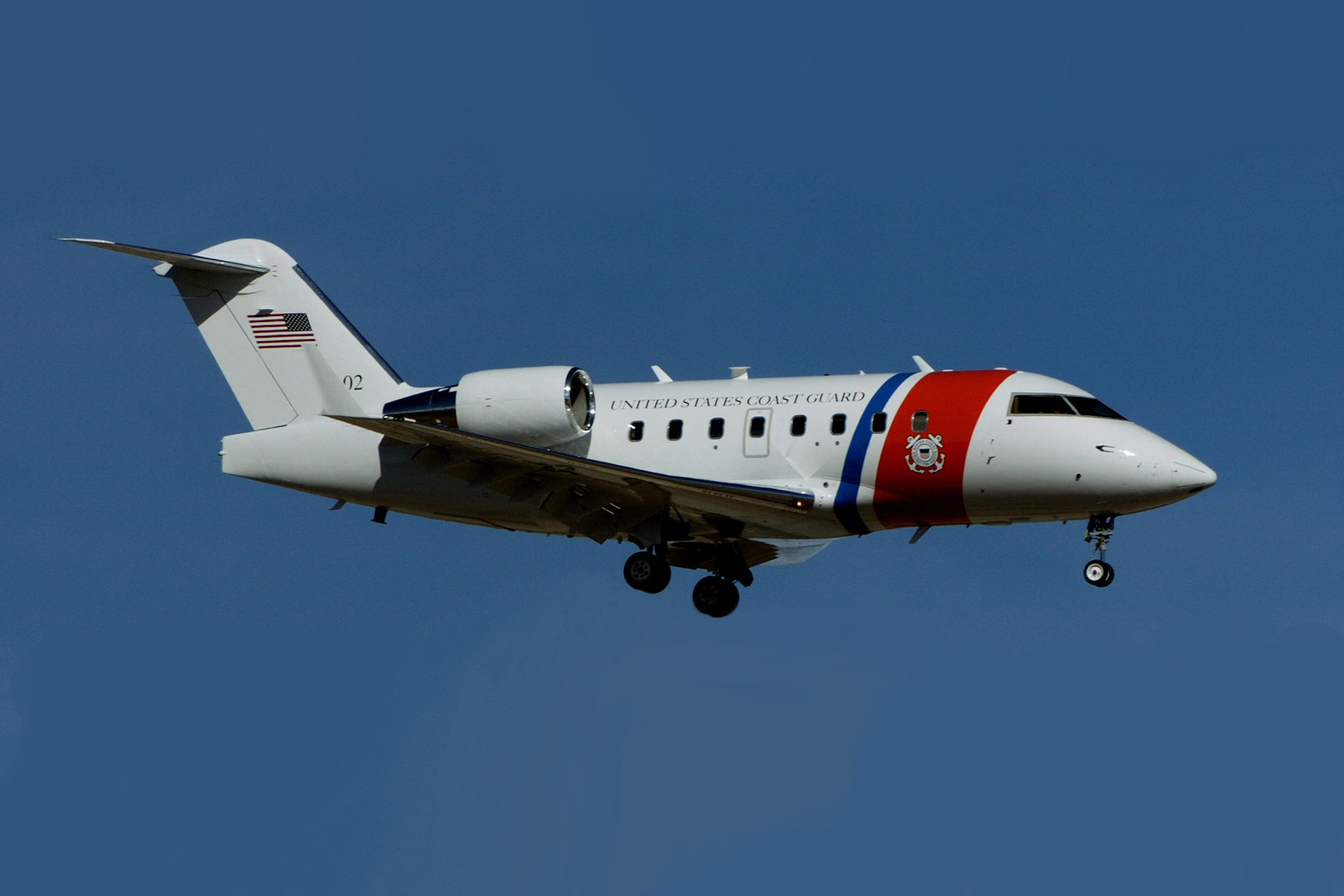
USA:s kustbevakning använder VC-143 Challenger som VIP-transport for högt uppsatta i inrikessäkerhetsdepartement och kustbevakningen med beteckningen Coast Guard 02.

- Kanadas flygvapen - beteckning Bombardier CC-144 Challenger

 Kina 
- Folkets befrielsearmés flygvapen

 Kroatien
- Kroatiens regering (ambulansflyg och VIP-transport)

 Tjeckien
- Tjeckiens flygvapen

 Danmark
- Danmarks flygvapen

 Tyskland
- Luftwaffe

 USA
- USA:s flygvapen
- USA:s kustbevakning – beteckning Bombardier VC-143.[9]

### Civilia användare
Storbritannien
- Lewis Hamilton[10]

 Kanada
- Morningstar Partners

 Tjeckien
- Tjeckiens regering - Tidigare användare

 Kroatien
- Kroatiens regering - Tidigare användare

 Jordanien
- Jordaniens regering

 Malaysia
- Hornbill Skyways

 Schweiz
- VistaJet Holding
- Nomad Aviation
- Rega Air Rescue